# Communauté de communes de l'Hesdinois
La communauté de communes de l'Hesdinois est une ancienne communauté de communes française, située dans le département du Pas-de-Calais et la région Nord-Pas-de-Calais, arrondissement de Montreuil.

## Historique
Le 1er janvier 2014, l'intercommunalité fusionne avec la communauté de communes du val de Canche et d'Authie et celle de Canche Ternoise pour former la communauté de communes des Sept Vallées.

## Territoire communautaire

### Composition
Elle était composée des communes suivantes :
1. Aubin-Saint-Vaast
2. Auchy-lès-Hesdin
3. Bouin-Plumoison
4. Brévillers
5. Capelle-lès-Hesdin
6. Caumont
7. Cavron-Saint-Martin
8. Chériennes
9. Contes
10. Grigny
11. Guigny
12. Guisy
13. Hesdin
14. Huby-Saint-Leu
15. La Loge
16. Labroye
17. Le Parcq
18. Le Quesnoy-en-Artois
19. Marconne
20. Marconnelle
21. Mouriez
22. Raye-sur-Authie
23. Regnauville
24. Sainte-Austreberthe
25. Tortefontaine
26. Wambercourt
27. Wamin

## Administration

### Liste des présidents
| Période                                  | Période | Identité            | Étiquette | Qualité                     |
| ---------------------------------------- | ------- | ------------------- | --------- | --------------------------- |
| Les données manquantes sont à compléter. |         |                     |           |                             |
| 1995                                     | 2013    | Jean-Claude Fillion |           | Maire de Marconne (1994 → ) |

## Pour approfondir